# Казањ
Казањ (рус. Казань, тат. Казан) град је у Русији и главни град Татарстана. Налази се на истоку европског дела Руске Федерације, на ушћу реке Казањка у реку Волга. Према попису становништва из 2010. у граду је живело 1.143.546 становника. Казањ је центар ислама у Русији, као и значајан центар машинске индустрије и комуникација.

## Извор имена
Постоји више опција одакле потиче име града.
Једна је да је име добио по посуди за кување, казану, што је реч коју и данас користимо у српском језику. Друга теорија је да је добио име по локалној географији, јер град стоји у малој котлини у облику слова U и сличан је казањском пању. Постоји и романтична верзија по којој је град добио име из приче о татарској принцези Сјујумбике. У тој причи она је бацила златни казан у реку на месту где се данас налази град приликом прања судова.
Према чувашкој легенди, град је назван по Волшком Бугарину Хасану (Хасан-Хазањ-Казањ).

## Географија

### Клима
У граду влада умерена континентална клима са хладним зимама (температуре падају и до –30 °C) и благим летима, са средњом температуром од 20 °C.
| Клима Казани                | Клима Казани  | Клима Казани  | Клима Казани  | Клима Казани  | Клима Казани | Клима Казани | Клима Казани | Клима Казани | Клима Казани | Клима Казани  | Клима Казани  | Клима Казани | Клима Казани  |
| Показатељ \ Месец           | .Јан.         | .Феб.         | .Мар.         | .Апр.         | .Мај.        | .Јун.        | .Јул.        | .Авг.        | .Сеп.        | .Окт.         | .Нов.         | .Дец.        | .Год.         |
| --------------------------- | ------------- | ------------- | ------------- | ------------- | ------------ | ------------ | ------------ | ------------ | ------------ | ------------- | ------------- | ------------ | ------------- |
| Апсолутни максимум, °C (°F) | 3,8 (38,8)    | 5,2 (41,4)    | 11,0 (51,8)   | 29,5 (85,1)   | 33,8 (92,8)  | 37,5 (99,5)  | 37,9 (100,2) | 37,7 (99,9)  | 32,3 (90,1)  | 23,4 (74,1)   | 15,0 (59)     | 6,1 (43)     | 37,9 (100,2)  |
| Средњи максимум, °C (°F)    | −8,2 (17,2)   | −7,2 (19)     | −0,6 (30,9)   | 9,8 (49,6)    | 18,9 (66)    | 23,5 (74,3)  | 25,0 (77)    | 22,4 (72,3)  | 15,8 (60,4)  | 7,2 (45)      | −1,5 (29,3)   | −5,7 (21,7)  | 8,3 (46,9)    |
| Просек, °C (°F)             | −11,6 (11,1)  | −10,7 (12,7)  | −4,5 (23,9)   | 5,2 (41,4)    | 13,1 (55,6)  | 18,0 (64,4)  | 19,7 (67,5)  | 17,1 (62,8)  | 11,2 (52,2)  | 4,0 (39,2)    | −3,9 (25)     | −8,6 (16,5)  | 4,1 (39,4)    |
| Средњи минимум, °C (°F)     | −14,9 (5,2)   | −14,0 (6,8)   | −7,9 (17,8)   | 1,4 (34,5)    | 7,9 (46,2)   | 13,1 (55,6)  | 15,0 (59)    | 12,8 (55)    | 7,6 (45,7)   | 1,4 (34,5)    | −6,3 (20,7)   | −11,6 (11,1) | 0,4 (32,7)    |
| Апсолутни минимум, °C (°F)  | −46,8 (−52,2) | −39,9 (−39,8) | −31,7 (−25,1) | −25,6 (−14,1) | −6,5 (20,3)  | −1,4 (29,5)  | 2,6 (36,7)   | 1,6 (34,9)   | −5,4 (22,3)  | −23,4 (−10,1) | −36,6 (−33,9) | −43,9 (−47)  | −46,8 (−52,2) |
| Количина падавина, mm (in)  | 35 (13,8)     | 30 (11,8)     | 25 (9,8)      | 34 (13,4)     | 38 (15)      | 70 (27,6)    | 66 (26)      | 59 (23,2)    | 55 (21,7)    | 54 (21,3)     | 44 (17,3)     | 38 (15)      | 548 (215,7)   |
| Извор: Погода и климат      |               |               |               |               |              |              |              |              |              |               |               |              |               |

## Историја
Казањ су основали Волшки Бугари негде у периоду од 11. до 13. века. Званично се за годину оснивања узима 1005. Градска тврђава (кремљ) потиче из 11. века. Град је био основан као гранична тврђава Волшке Бугарске а касније је постао главни град и трговински центар моћног татарског Казањског каната од 1438, и први неруски град који је цар Иван Грозни 1552. припојио руском царству. Иван Грозни је уништио град и масакрирао добар део становништва а казањског кана насилно спровео у хришћанство. После пожара 1579. испод града је по легенди откривена чудотворна икона Богородица Казањска. Петар Велики је овде основао бродоградилиште Каспијске флоте у раном 18. веку.
Град је уништен 1774. током побуне козачког атамана Јемељана Пугачова. Царица Катарина Велика је наредила поновну изградњу града и дозволила изградњу џамија. У 19. веку град је постао индустријски центар средњег тока Волге.
У Казању је 1870. одштампана прва верзија књиге непознатог аутора „Исповести руског ходочасника своме духовном оцу“, која је као класик источнохришћанске духовности преведена на многе језике.
После Револуције 1905, Казањ се развио у центар татарске културе. Године 1920. Казањ је проглашен за главни град Аутономне татарске совјетске социјалистичке републике. За време Другог светског рата неке фабрике војне индустрије су премештене у Казањ. У граду су се од тада производили тенкови и авиони.
Универзитет у Казању је један од најстаријих и најзначајнијих руских универзитета на коме су својевремено студирали Лењин и Толстој.
Историјска градска тврђава (кремљ) је 2000. ушла на листу Светске баштине УНЕСКО-а. Током ископавања кремља пронађен је чешки новчић који датира у 10. век (кован између 920.-930.) са ликом св. Вацлава, што говори у прилог да је био Казањ дуже време јак трговински центар.

## Становништво
Према прелиминарним подацима са пописа, у граду је 2010. живело 1.143.546 становника, 38.257 (3,46%) више него 2002.
| 1939.   | 1959.   | 1970.   | 1979.   | 1989.     | 2002.     | 2010.     |
| ------- | ------- | ------- | ------- | --------- | --------- | --------- |
| 398.014 | 646.806 | 868.537 | 992.675 | 1.094.378 | 1.105,289 | 1.143.535 |

Становништво града чине: Татари (52%), Руси (38%), Чуваши (2%), Украјинци (1%) и други.
Најзначајније религије су ислам и православно хрићанство (Руска православна црква). Године 2005, на 1000. годишњицу постојања града Казањ је отворена једна од највеличанственијих џамија у Европи - Колшариф. Стоји на месту прве џамије коју је срушио Иван Грозни током освајања Казања од Татара 1552.

## Партнерски градови
- Јурмала
- Анталија
- Џеда
- Истанбул
- Брауншвајг
- Брајан
- Колеџ Стејшон
- Хајдерабад
- Урбино
- Нур Султан
- Астрахан
- Краснојарск

## Галерија
- Центар града зими
- Богородица Казањска
- Главна променада - Улица Бауман
- Казањски кремљ
- Благовоштењски сабор, Казањски кремљ
- Метро станица Проспект Победе
- Река Волга код Казања